# فنلندا الجنوبية الغربية

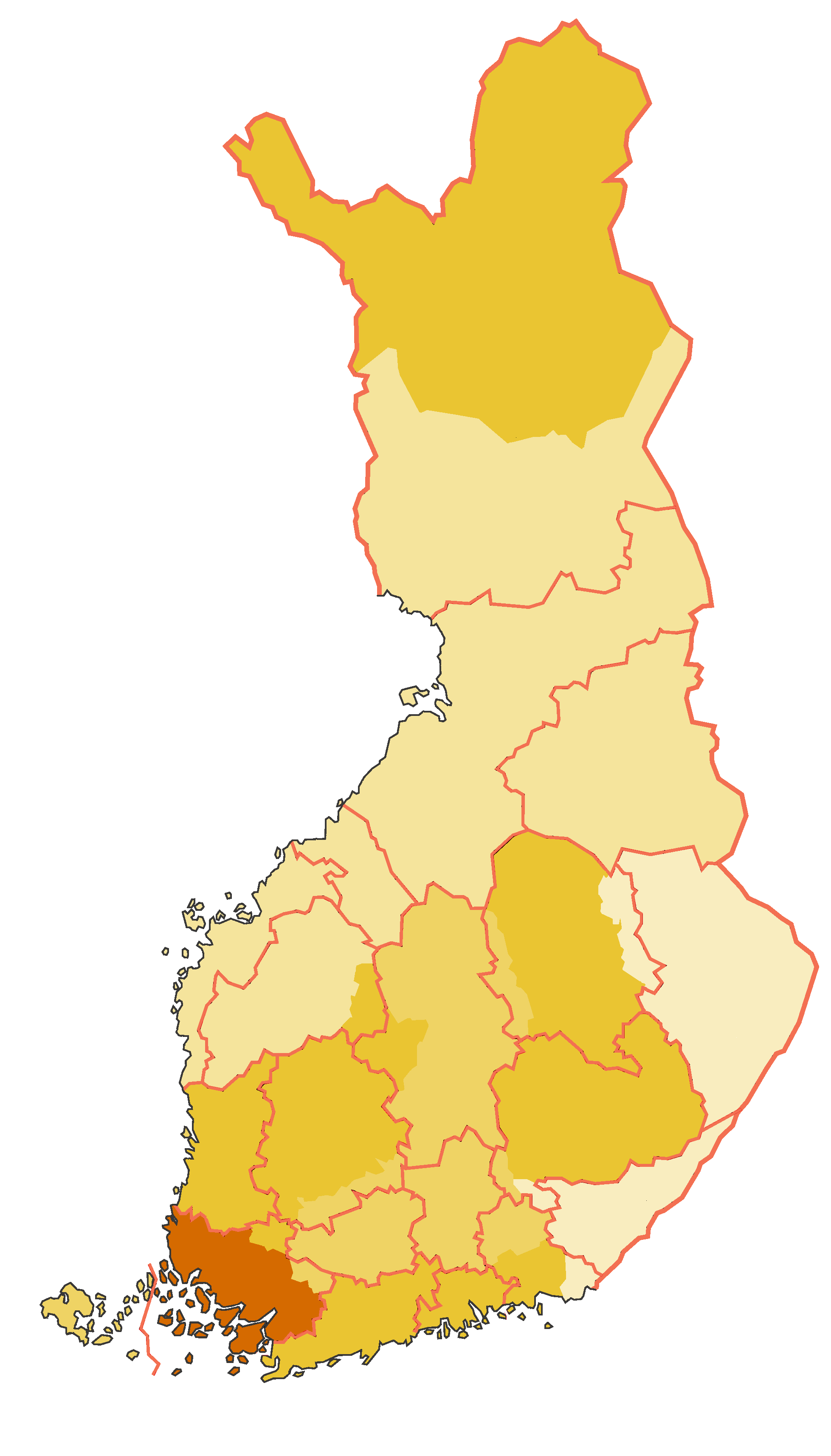
مقاطعة فنلندا الجنوبية الغربية التاريخية
(الحدود مع الأقاليم الحالية)

فنلندا الجنوبية الغربية (بالفنلندية Varsinais-Suomi، بالسويدية Egentliga Finland) ، هو مقاطعة تاريخية في جنوب غرب فنلندا ، تركزت حول مدينة توركو التاريخية وقلعة توركو. إنها حدود ساتاكونتا و هامي وأوسيما. كما تطل على بحر البلطيق يواجه أولان. وهناك أيضا إقليم حديث باسم فارسينايس سوومي .